# کایو جونیور

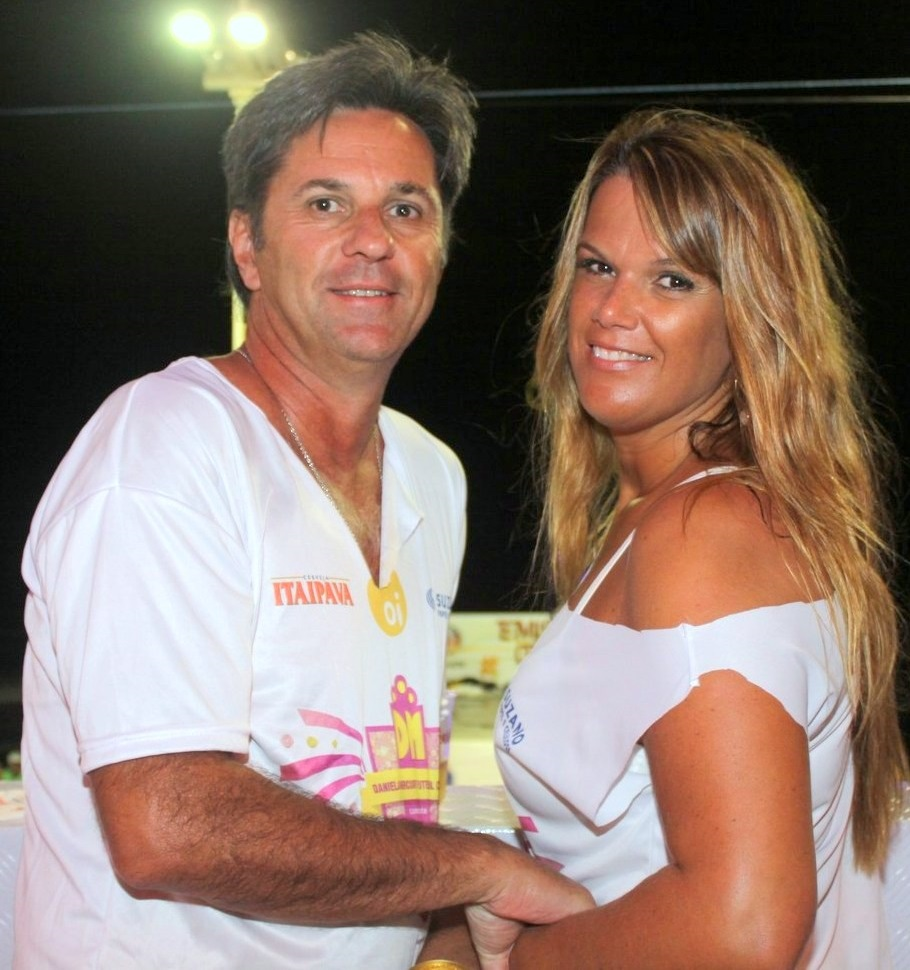
کایو جونیور در کنار آدریانا سارولی - ۲۰۱۳

کایو جونیور (پرتغالی: Caio Júnior; ۸ مارس ۱۹۶۵ – ۲۸ نوامبر ۲۰۱۶) یک مربی فوتبال اهل برزیل بود.
از باشگاه‌هایی که در آن بازی کرده‌است می‌توان به باشگاه ورزشی اینترناسیونال، باشگاه فوتبال گرمیو، ویتوریا گیمارش، و بلننسس اشاره کرد.